# شاهرخ بیانی
شاهرخ بیانی (زاده ۱۶ مرداد ۱۳۳۹ در تهران) بازیکن سابق فوتبال اهل ایران است. وی در  باشگاههای استقلال تهران و پرسپولیس تهران سابقه بازی دارد. او برادر شاهین بیانی است.
او جزو ۱۴ نفری بود که در سال ۱۳۶۵ و هنگام بازی‌های آسیایی ۱۹۸۶ در اعتراض به کادر فنی تیم ملی، از این تیم استعفا داد. او در آبان ماه ۱۳۶۸ با دعوت علی پروین به تیم ملی برگشت.
در جام ملت‌های آسیا ۱۹۸۴ سنگاپور مرحله نیمه نهایی ایران که بخت اول قهرمانی بود به مصاف عربستان رفت و در دقیقه ۴۳ با گل شاهرخ بیانی به برتری رسید اما در دقایق پایانی شاهین بیانی با گل به خودی که زد بازی به تساوی رسید و در ضربات پنالتی ایران مغلوب عربستان شد.

## افتخارات
🇮🇷 تیم ملی فوتبال ایران
🥇 مدال طلای بازی‌های آسیایی پکن ۱۹۹۰
نایب قهرمان جام آسیا ، آفریقا ۱۹۹۰
نایب قهرمان جام فجر ۱۳۶۴
باشگاهی
استقلال تهران
بین المللی
قهرمان جام باشگاه‌های آسیا ۹۱–۱۹۹۰
قهرمان جام بوردولوی هندوستان ۱۳۶۸
قهرمان جام میلز هندوستان  ۱۳۶۸
داخلی
قهرمان جام حذفی فوتبال ایران ۵۷–۱۳۵۶
قهرمان لیگ فوتبال ایران ۶۹–۱۳۶۸
قهرمان جام باشگاه‌های تهران ۱۳۶۲
قهرمان جام باشگاه‌های تهران ۱۳۶۴
قهرمان جام باشگاه‌های تهران ۱۳۷۰
نایب قهرمانی (خارجی داخلی)
جام باشگاه‌های آسیا ۱۹۹۱
لیگ آزادگان ۷۱–۱۳۷۰
جام حذفی فوتبال ایران ۱۳۶۹
پرسپولیس
قهرمان جام باشگاه‌های تهران ۱۳۶۵
مربی
نساجی قائم شهر
قهرمان جام حذفی فوتبال ایران ۰۱–۱۴۰۰